# Friteuse

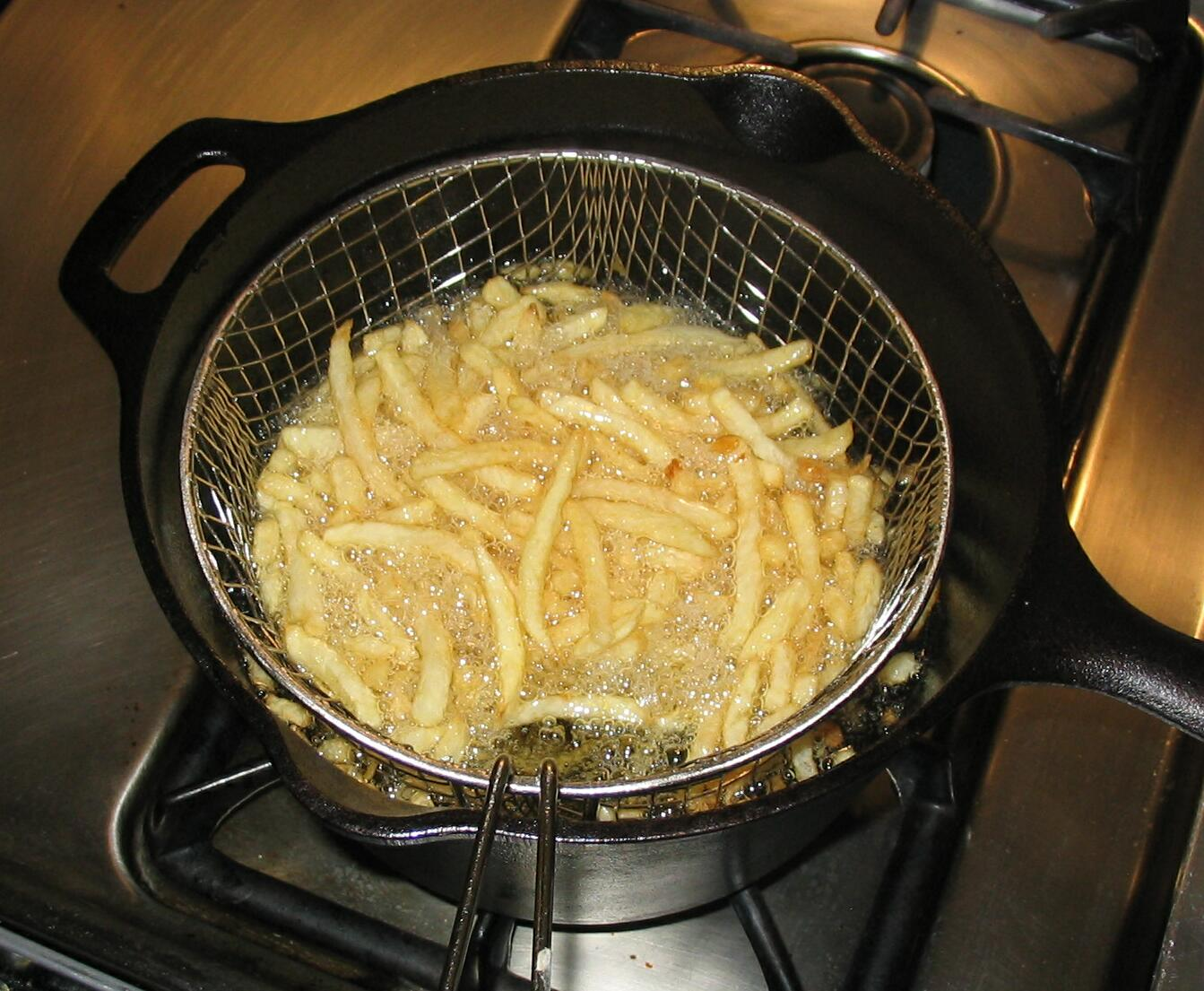
Friteuse formée d’une casserole en fonte munie d’un panier métallique.

Une friteuse est un ustensile de cuisine qui permet de frire les aliments. Au XXe siècle, elle devient un appareil électroménager.
Utilisées communément dans les restaurants et les collectivités, des modèles domestiques sont disponibles et sont devenus courants dans les pays ayant la tradition de préparer les frites à la maison. La friteuse permet cependant la préparation d’autres mets.

## Invention
L'invention de la première friteuse électrique avec un corps de chauffe plongé dans l’huile. Aldo Valentini et René Paris sont à l’origine de cette première mondiale à Lausanne en 1947, son nom la série « T ».

## Description
Les friteuses sont généralement équipées d'un panier pour descendre les aliments dans le réservoir d'huile et le relever lorsque la cuisson est terminée. Les paniers à friture achetés séparément ne sont pas standardisés et, lorsqu'ils sont choisis, ils doivent s'adapter à la friteuse. Il existe des minuteries et des alarmes, des dispositifs automatiques pour lever et abaisser le panier dans l'huile et hors de l'huile, des systèmes de ventilation pour évacuer les odeurs de friture de la cuisine, un système de filtration de l'huile ou un traitement chimique pour améliorer la réutilisation de la même quantité d'huile, et des contrôles de température mécaniques ou électroniques qui permettent d'économiser de l'énergie et de prévenir les incendies en détectant et en ajustant continuellement la température de l'huile.

## Danger
Jusqu’à l’apparition de la friteuse électrique munie d’un thermostat pour la pleine friture, le crouton de pain jeté dans la friture était le meilleur moyen de déterminer la température idéale de la friture (matière grasse) pour la friture (action de frire) de la friture (aliment). Le second intérêt était d’éviter la surchauffe de la matière grasse et sa conséquence : l'explosion par vaporisation avec ses risques de brulures graves et même d’incendie. Le seul moyen efficace d’éteindre les flammes d’une friture est de la recouvrir d’un tissu mouillé et essoré. La pleine friture est celle où l'aliment est plongé dans un bain de graisse.
Le terme friture s'applique à la fois « à la graisse à frire, à la substance frite et à la manière de frire », explique Joseph Favre dans son Dictionnaire universel de cuisine, Encyclopédie illustrée d'Hygiène alimentaire en 1883.

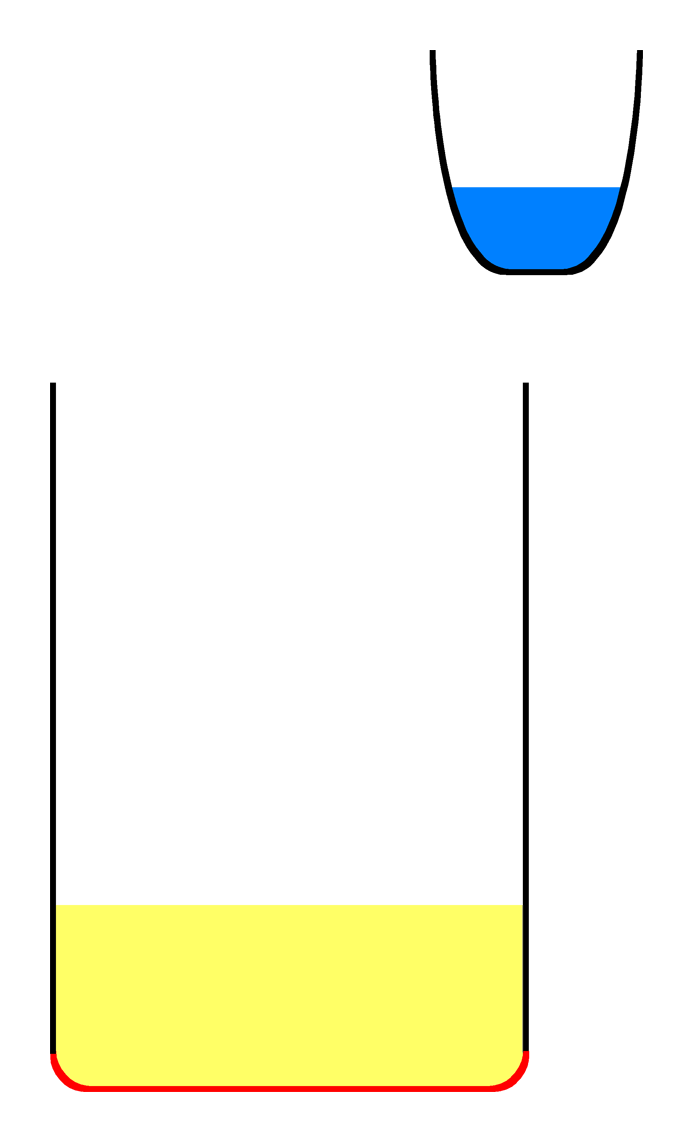
1. La matière grasse, surchauffée, s’enflamme spontanément.
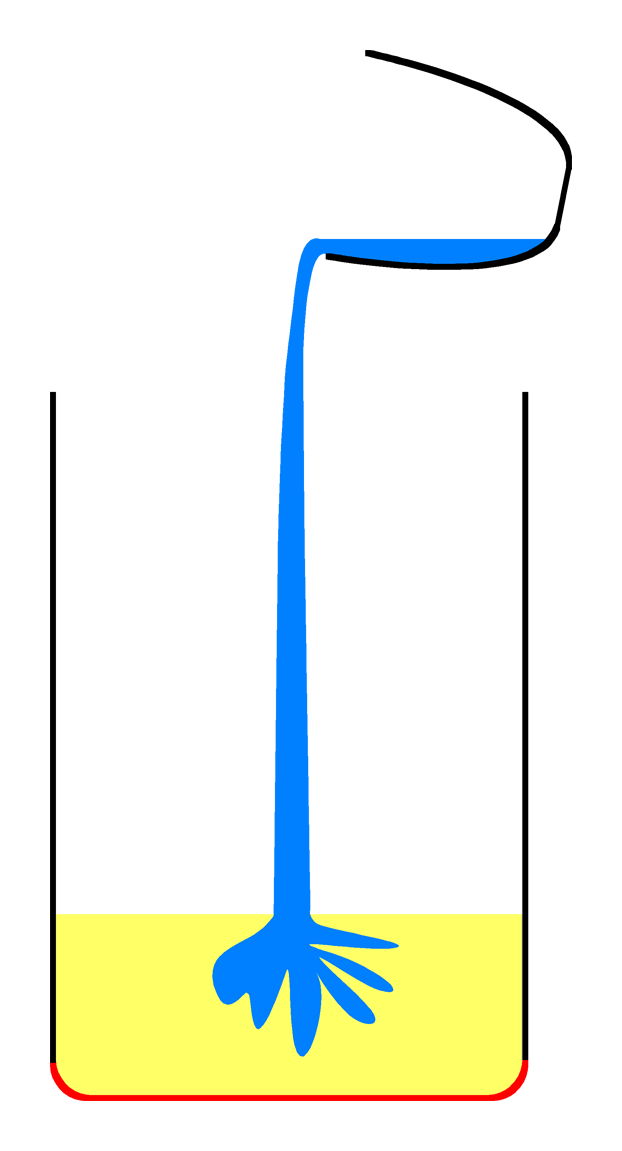
2. Si on y verse de l’eau dans l’espoir de l’éteindre, l’eau, plus dense que la graisse de friture.
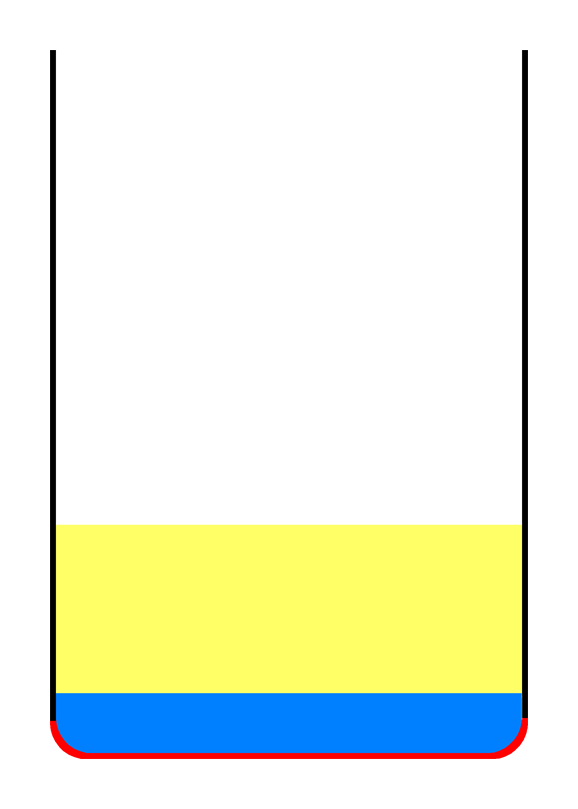
3. atteint le fond de la casserole et, chauffée au-delà de son point d’ébullition, se vaporise instantanément.
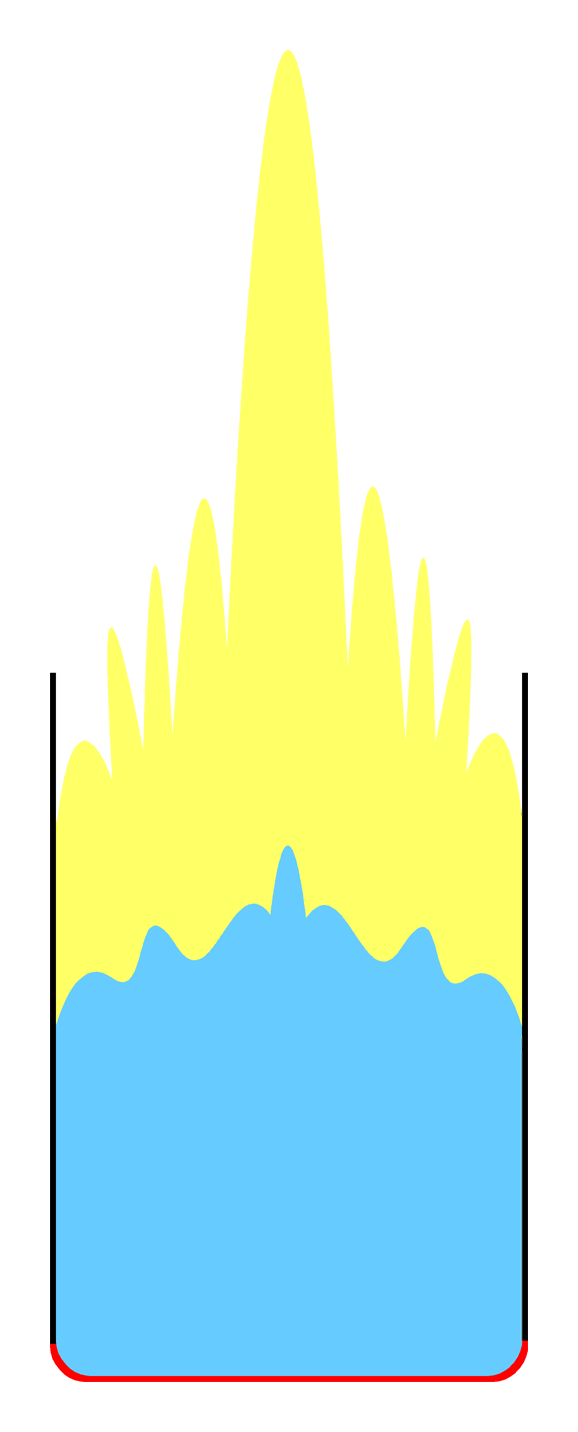
4. La vapeur d’eau éjecte la graisse en feu hors de la friteuse.

## Matière grasse

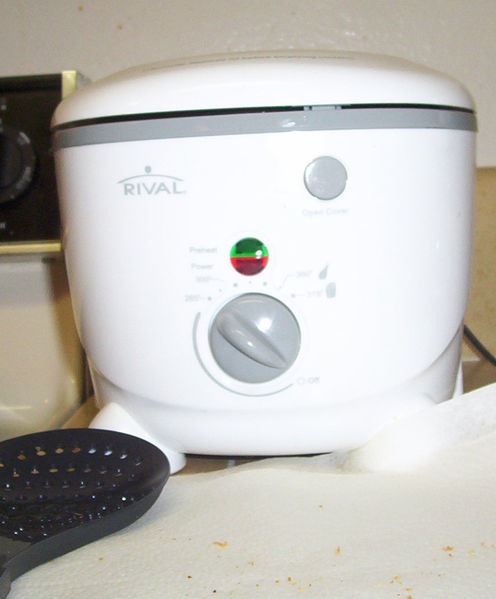
Friteuse domestique.

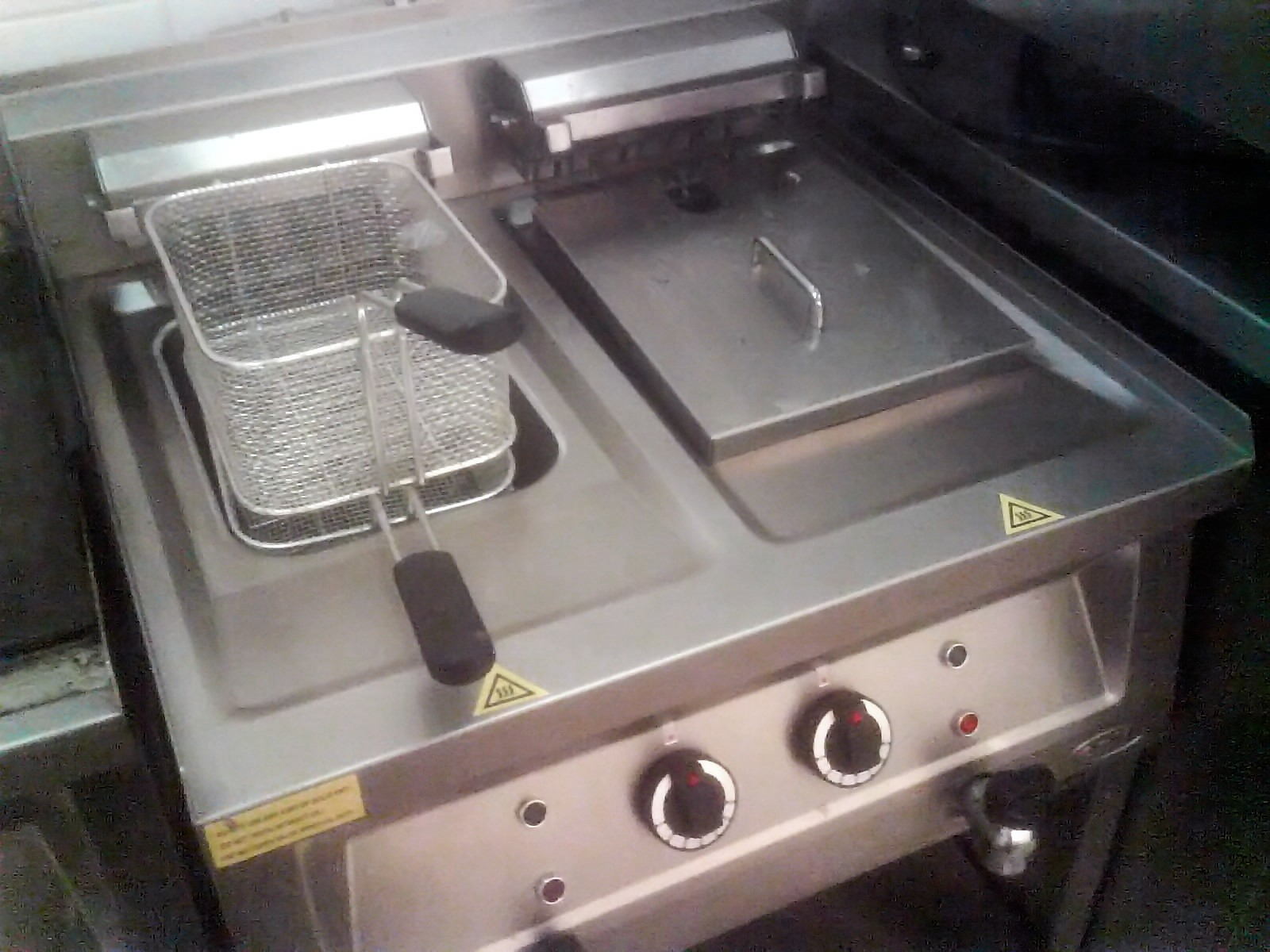
Friteuse de restaurant.

Quant à la graisse, le goût en décide. Un chef cuisinier se désolait, dans les années 1930, d’avoir vu des cuisiniers utiliser de la graisse non épurée qui avait précédemment servi à faire du pané, d’autres utiliser une graisse sentant le brulé, d’autres encore employer de la graisse de mouton qui donne un gout de suif. De fait, les uns préfèrent les huiles végétales, les autres les graisses animales.
Toutes les graisses deviennent toxiques, soit par surchauffe soit par vieillissement. Les meilleures sont celles d’arachide et d’olive mais celle-ci donne une saveur très particulière. Dans les graisses animales, on déconseille le saindoux qui s’enflamme plus vite que l’arachide ; par contre la graisse de bœuf s’oxyde plus tard et résiste au chauffage tout en donnant très bon gout. Alexandre Dumas la prônait déjà. Certains mélangent graisse de bœuf, de veau et saindoux, donnant bon gout mais posant des problèmes sur le plan diététique.
La matière grasse d’une friteuse classique doit être entièrement renouvelée après quinze utilisations, celle d’une friteuse électrique à filtre après vingt emplois, l’idéal étant de la filtrer après chaque utilisation pour en ôter les débris de cuisson qui seront brûlés lors de l’usage suivant.
L’humidité de l’aliment peut provoquer une effervescence et le débordement de la friteuse : il faut donc éponger soigneusement les morceaux, même après un simple découpage. Pour obtenir des fritures croustillantes, il faut que la graisse soit chaude et non tiède, mais lorsqu’elle est trop chaude, elle brunit le mets à l’extérieur sans qu’il ait eu le temps de cuire intérieurement. Sans thermostat, pour juger de la température idéale, on peut remplacer la mouillette de Brillat-Savarin par une frite crue qui doit immédiatement pétiller en surface. Le mets immergé dans la friture doit pouvoir s’y ébattre à l’aise ; il est donc inutile d’en faire frire trop à la fois. Au risque de voir déguster un aliment qui aurait le goût d’un autre, il faut utiliser des fritures différentes pour les préparations à base de pomme de terre, de viande et de poisson.

## Éléments importants d'une friteuse électrique
Les facteurs à prendre en compte au-delà de l'esthétique sont :
- Stabilité : élément le plus important de tous : ne pas poser la friteuse sur une grille instable, ou sur la table du repas si on doit dégager la friteuse alors que l'huile est encore bouillante. On peut poser une planche sur les grilles pour assurer cette stabilité.
- Distance entre la vapeur d'eau et les commandes : attention aux brûlures en soulevant le couvercle.
- Amovibilité du panier.
- Régulation thermostatique : trop chaude, l'huile se dégrade plus vite.
- Taille de la cuve et du panier.
- Isolation des parois (couche d'air entre la cuve et celles-ci).
- Filtre : doit être interchangeable, sinon perd son utilité et peut devenir dangereux à terme.
- Minuteur et arrêt automatique : il est déconseillé de s'en servir, les frites cuites doivent être sorties du bain et épongées tant qu'elles sont chaudes et bouillonnent encore (si elles refroidissent dans le bain, elles seront immangeables tant elles auront absorbé d'huile). Le minuteur utile se contentera de faire fonctionner un avertisseur sonore.
- Les nouvelles friteuses passent au lave-vaisselle : un vrai plus qui évite l'encrassement rapide de celles-ci.
- Présence d'une zone froide (entre la résistance et le fond de la cuve) évitant aux frites tombées du panier de carboniser.

## Friteuse sans huile, ainsi que les autres types de friteuse
Ces friteuses remplacent l'huile par de l'air pulsé. En France, elles sont surtout développées par la marque SEB.Une friteuse est un appareil de cuisine qui permet de frire des aliments comme des frites, des beignets ou des nuggets. Elle fonctionne en chauffant de l'huile à une température élevée pour cuire les aliments rapidement et de manière uniforme.

## Galerie

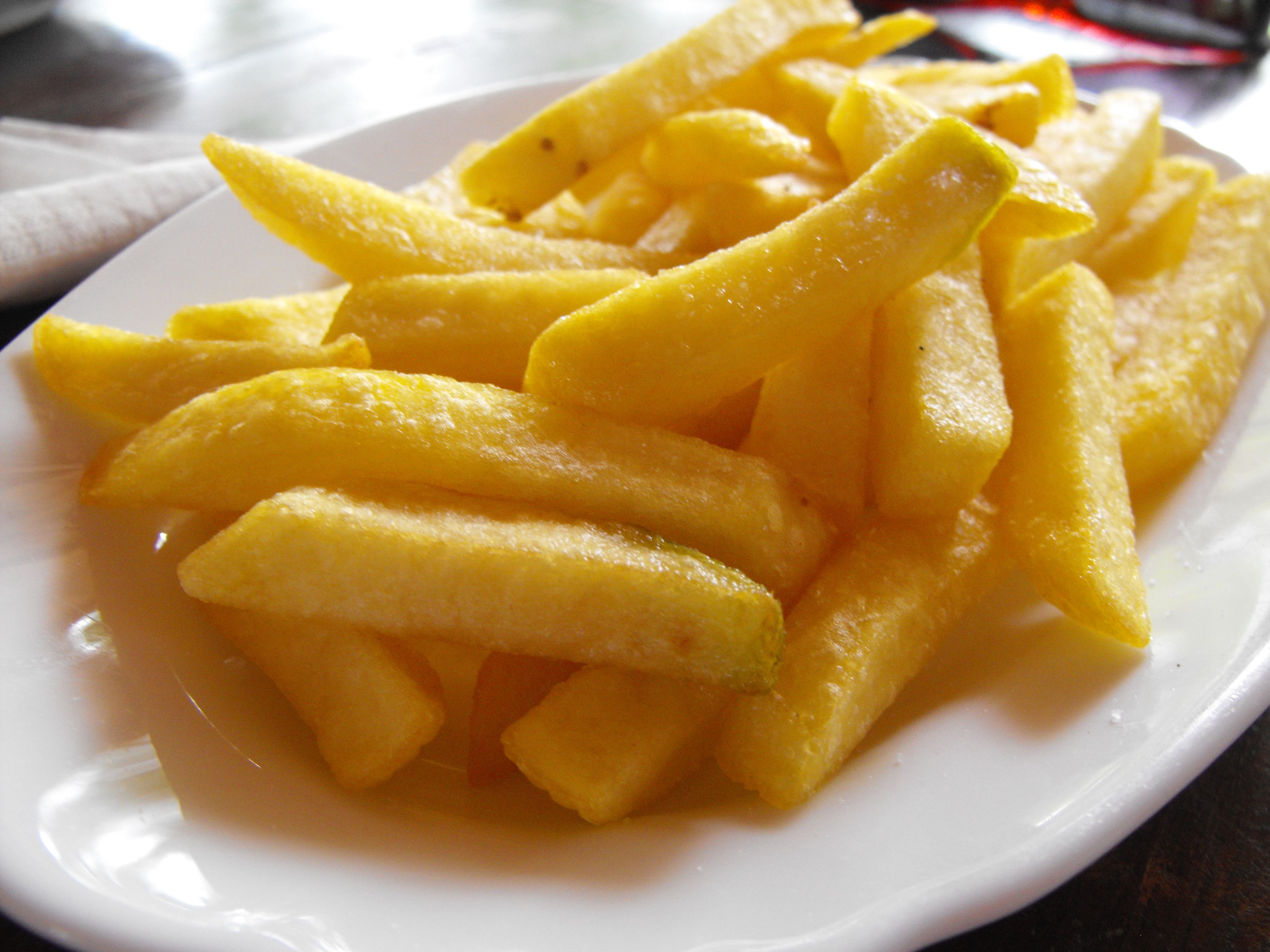
Pommes frites
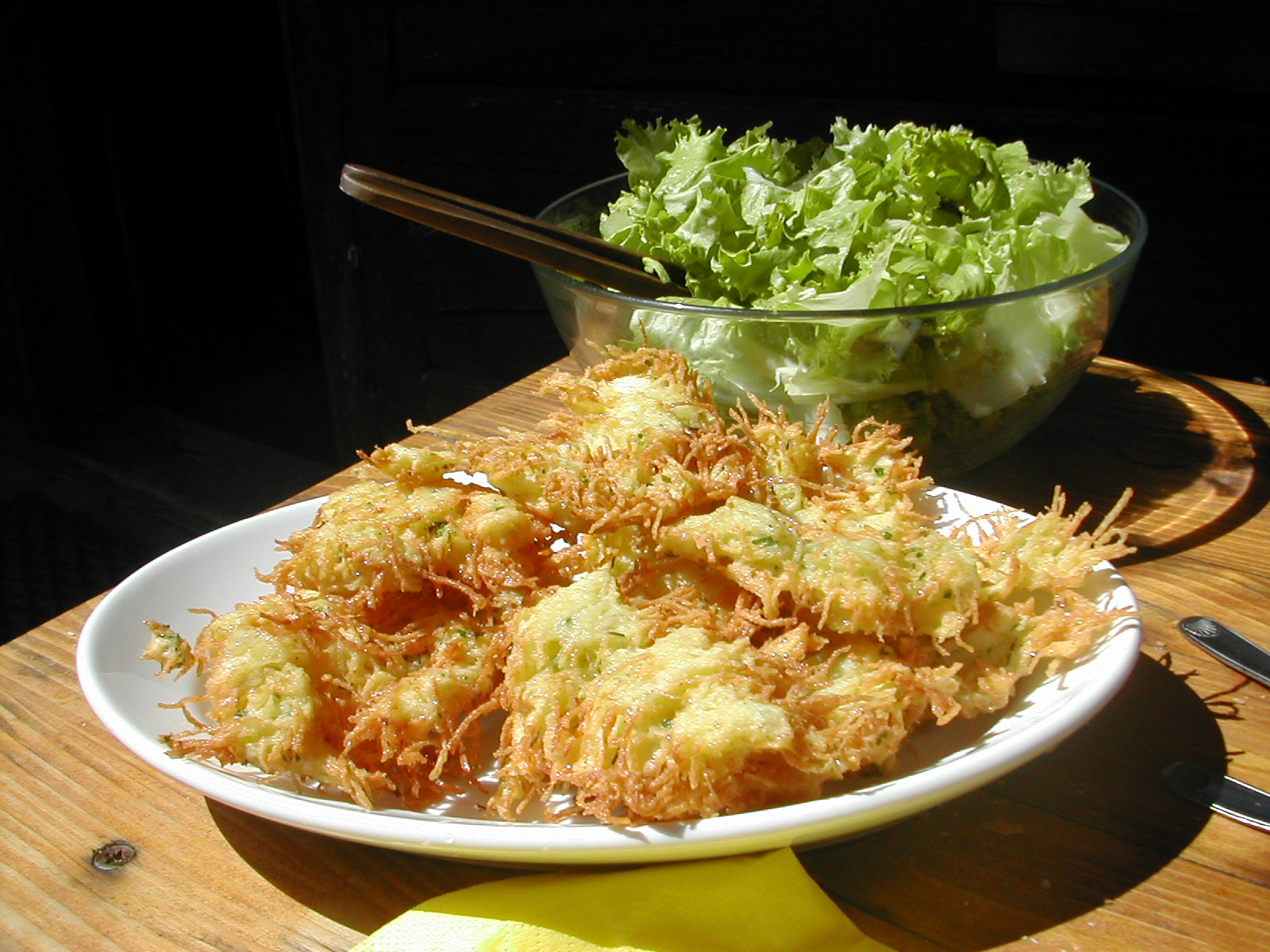
Beignets
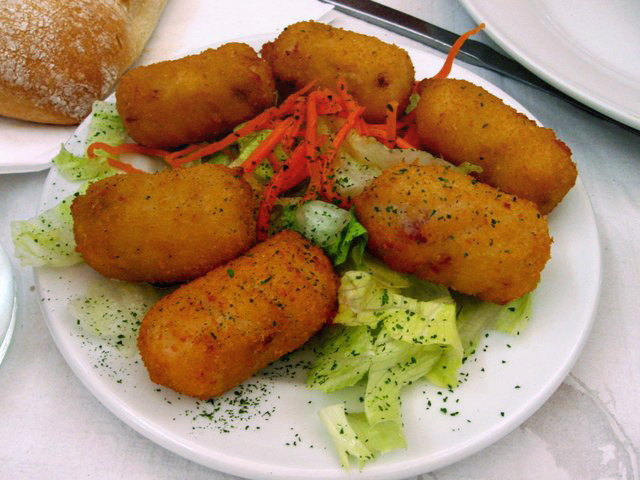
Croquettes
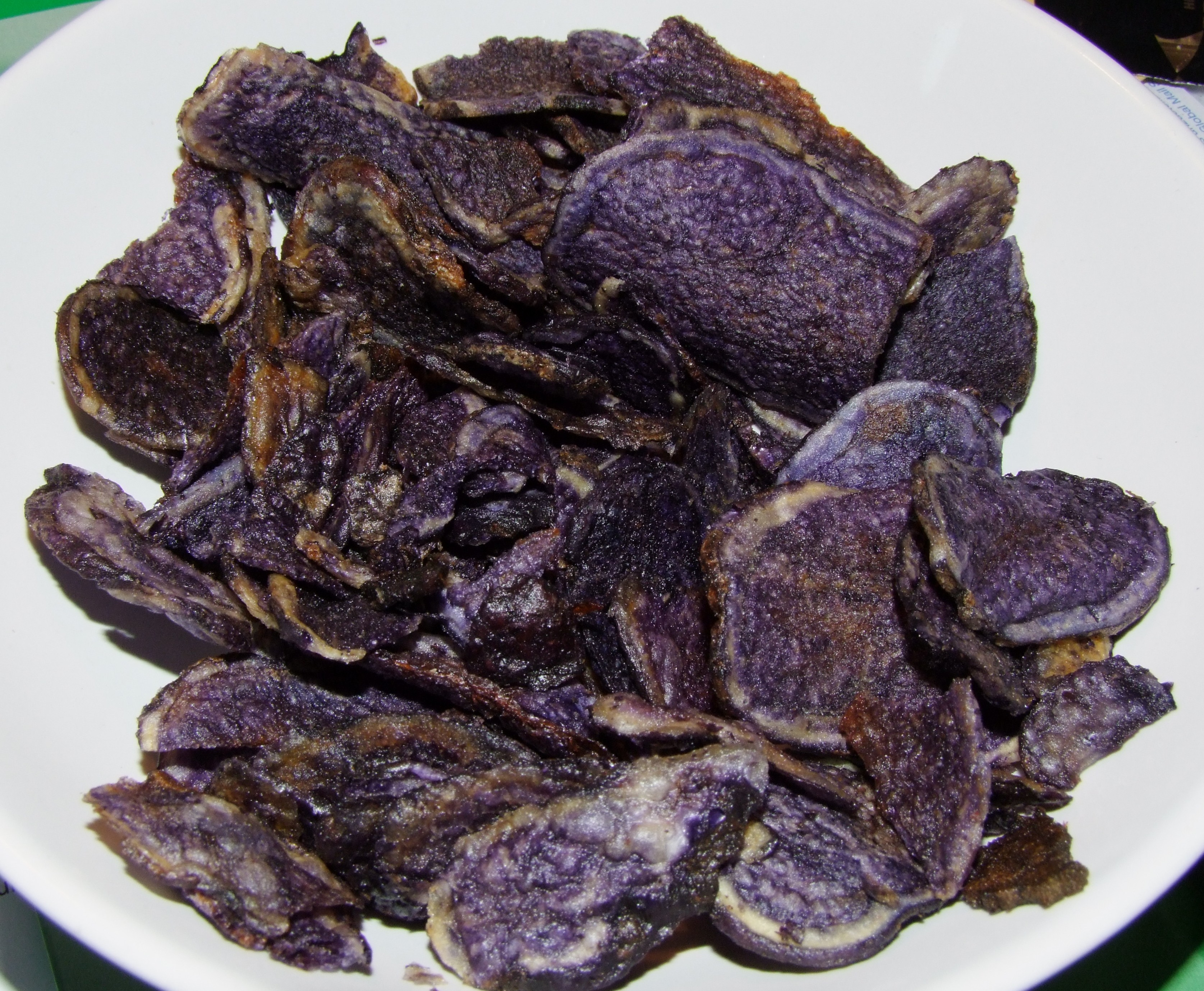
Chips de vitelotte